# José Loureiro da Silva
José Loureiro da Silva (Porto Alegre, 19 de marzo de 1902 - Porto Alegre, 3 de junio de 1964) fue un político brasileño. Fue alcalde de cinco municipios gaúchos: Alegrete (1925), Garibaldi (1930), Taquara (1930), Gravataí (1931 a 1933) y dos veces en Porto Alegre.